# Bezpłodna kukułka
Bezpłodna kukułka (ang. The Sterile Cuckoo) − amerykański komediodramat filmowy z 1969 roku w reżyserii Alana J. Pakuli, dla którego był to debiut reżyserski.

## Obsada
- Liza Minnelli − Mary Ann „Pookie” Adams
- Wendell Burton − Jerry Payne
- Tim McIntire − Charlie Schumacher
- Sandy Faison − Nancy Putnam
- Jawn McKinley − Helen Upshaw

## Nagrody i wyróżnienia
- 1970, 42. ceremonia wręczenia Oscarów:
  - nominacja do Oscara w kategorii najlepsza aktorka (Liza Minnelli)[1]
  - nominacja do Oscara w kategorii najlepsza piosenka (Fred Karlin i Dory Previn za utwór „Come Saturday Morning”)[1]
- 1970, 27. ceremonia wręczenia Złotych Globów:
  - nominacja do Złotego Globu w kategorii najlepsza aktorka dramatyczna (Liza Minnelli)[1]